# Olaf Ludwig
Olaf Ludwig (født 13. april 1960 i Gera) er en tysk tidligere landevejscykelrytter.

## Aktiv karriere

### DDR-tiden
Ludwig viste sig tidligt som en talentfuld landevejsrytter, og han vandt således fire etaper og blev samlet nummer tre, første gang han deltog i Fredsløbet i 1980.
Samme år deltog han for første gang i de olympiske lege, som blev afholdt i Moskva. Han stillede op i 100 km holdløbet på det østtyske hold, der var verdensmestre fra 1979. Holdet fra Sovjetunionen var dog stærkest og førte med næsten et minut efter 25 km, en føring de øgede, så de endte med at få guld i tiden 2.01.21,74 timer, mens østtyskerne akkurat sikrede sig sølvet i 2.02.53,19 timer foran Tjekkoslovakiet i 2.02.53,89 timer. Det østtyske hold bestod ud over Ludwig af Falk Boden, Bernd Drogan og Hans-Joachim Hartnick. Han deltog også i det individuelle landevejsløb, hvor han blev nummer 32.
Året efter vandt han Niedersachsen-Rundfahrt ligesom han var med til at blive verdensmester i 100 km holdløbet. I 1982 vandt han Fredsløbet og i 1983 DDR rundt og Tour de l'Avenir, og i de følgende år etablerede han sig som en af amatørcykelsportens mest succesrige ryttere med en række sejre.
Efter at DDR havde boykottet OL 1984 i Los Angeles var Ludwig igen med ved OL 1988 i Seoul, og her deltog han i det individuelle løb. Han havde været med i et udbrud, men her var også Dsjamolidin Abdusjaparov fra Sovjetunionen, lige som Ludwig kendt som en dygtig sprinter, og så sørgede Ludwig for, at udbruddet blev elimineret. I stedet kom han nær slutningen af løbet af sted i et lille udbrud sammen med vesttyskeren Bernd Gröne, og de to holdt frem til mål, hvor Ludwig nemt vandt spurten. Gröne fik sølv, mens en anden vesttysker, Christian Henn, vandt feltets spurt og fik bronze. Ved disse lege stillede Ludwig også op i pointløbet på bane, hvor han blev nummer fjorten.

### Det genforenede Tyskland
Efter murens fald i 1989 blev han professionel cykelrytter ved det hollandske cykelhold Panasonic. Han vandt den grønne pointtrøje i Tour de France i 1990. Fra 1993 til 1996 kørte han ved det tyske Team Telekom. Han deltog i endnu et OL, 1996 i Atlanta, hvor han blev nummer seksten i landevejsløbet. Han indstillede sin aktive karriere i 1997.